# Heikki Kallio
Heikki Kallio (* 15. Oktober 1980 in Vaasa) ist ein finnischer Schachspieler. Seit 2001 ist er Großmeister im Schach.

## Leben
Heikki Kallio ist ein Kritiker des finnischen Schachverbandes. Seit Oktober 2005 ist er schachlich nicht mehr aktiv. Als Politiker hat er für die finnischen Grünen bei der Parlamentswahl 2007 für das Finnische Parlament kandidiert, erreichte aber nicht genügend Stimmen.

## Schacherfolge
Bei der U16-Weltmeisterschaft 1994 in Szeged wurde er Zweiter. Er gewann 1995 die finnische U18-Meisterschaft. Einzelturniere gewann er zum Beispiel 1995 in Pinneberg, 1999 in Budapest, 2001 in Budapest und Belgrad sowie 2002 in Budapest und im kubanischen Santa Clara (Kuba) (gemeinsam mit Walter Arencibia).
Mit der finnischen Nationalmannschaft nahm er an den Schacholympiaden 2000 und 2002 teil, sowie an den Mannschaftseuropameisterschaften 2001 und 2003. Mit Sollentuna SK wurde er in der Saison 1999/2000 schwedischer und mit Gaia Helsinki in der Saison 2003/04 finnischer Mannschaftsmeister.
Seine Elo-Zahl beträgt 2492 (Stand: März 2022), er läge damit hinter Tomi Nybäck auf dem zweiten Platz der finnischen Elo-Rangliste, wird aber als inaktiv geführt, da er seit Oktober 2005 keine gewertete Schachpartie mehr gespielt hat. Die bisher höchste Elo-Zahl Kallios lag bei 2522 im Januar 2002.
Er ist einer der wenigen Schachspieler, welche die Anderssen-Eröffnung (1. a3) erfolgreich auf hohem Niveau spielte. So gewann er mit dieser Eröffnung zum Beispiel 2001 gegen Iweta Radziewicz und Ferenc Berkes bei einem First Saturday GM-Turnier in Budapest und 2005 gegen den Iren Paul Walsh bei der EU-Meisterschaft in Cork.